# Gerti Tetzner
Gerti Tetzner (* 29. November 1936 in Wiegleben, Thüringen) ist eine deutsche Schriftstellerin.

## Leben
Gerti Tetzner besuchte von 1951 bis 1955 die Oberschule in Gotha.
Nach dem Abitur studierte sie von 1955 bis 1959 an der Universität Leipzig Rechtswissenschaften und schloss dieses Studium mit dem Staatsexamen ab. Anschließend arbeitete sie drei Jahre als Notarin im Bezirk Leipzig. Sie gab diesen Beruf auf und ist seit 1962 freie Schriftstellerin. Anfangs übte sie Nebentätigkeiten, u. a. in einer Spinnerei und bei der Post, aus. Ab 1966 absolvierte sie einen Kurs am Literaturinstitut Johannes R. Becher in Leipzig, aus dem sie allerdings 1968 zwangsweise exmatrikuliert wurde. In den folgenden Jahren stand sie im Rahmen eines „operativen Vorgangs“ unter Beobachtung der Stasi. Nach der Wende war Tetzner zeitweise als ABM-Kraft beschäftigt und wirkte in einer Schuldnerberatungsstelle mit.
Gerti Tetzner wurde in den Siebzigerjahren bekannt durch ihren Roman „Karen W.“, an dem sie seit Mitte der Sechzigerjahre gearbeitet hatte und in dem sie in ähnlicher Weise wie Brigitte Reimann und Christa Wolf das Schicksal einer Frau schildert, die im Konflikt zwischen dem Wunsch nach Selbstverwirklichung und persönlichem Glück und den Ansprüchen der DDR-Gesellschaft steht; der Ausweg besteht für Tetzners Protagonistin im Ausstieg aus der beruflichen Karriere und der Rückkehr in ihre Heimat in der Provinz.
Gerti Tetzner, die Mitglied des PEN-Zentrums Deutschland ist, erhielt 1975 den Förderpreis des Literaturinstituts Johannes R. Becher. Sie lebt in Berlin und ist mit Reiner Tetzner verheiratet.

## Werke
- Karen W., Mitteldeutscher Verlag, Halle (Saale) 1974; neu aufgelegt 2025 im Aufbau Verlag, Berlin
- Maxi, Berlin 1979
- Das Verwandlungshaus, Berlin 1986
- Im Lande der Fähren, Halle [u. a.] 1988 (zusammen mit Reiner Tetzner)